# Goux-sous-Landet
Goux-sous-Landet är en kommun i departementet Doubs i regionen Bourgogne-Franche-Comté i östra Frankrike. Kommunen ligger i kantonen Quingey som tillhör arrondissementet Besançon. År 2022 hade Goux-sous-Landet 60 invånare.

## Befolkningsutveckling
Antalet invånare i kommunen Goux-sous-Landet
Referens:INSEE